# Кивиярви (озеро, Лоймольское сельское поселение, восточное)
Ки́вия́рви (фин. Kivijärvi) — озеро на территории Лоймольского сельского поселения Суоярвского района Республики Карелия.

## Общие сведения
Площадь озера — 1,7 км², площадь бассейна — 394 км². Располагается на высоте 159,0 метров над уровнем моря.
Форма озера лопастная. Берега каменисто-песчаные, частично заболочены, сильно изрезаны, в результате чего у озера имеются заливы: на северо-западе — Йоэнсуунлахти (фин. Joensuunlahti), на юге — Ротинраяконлахти (фин. Rotinrajakonlahti).
На озере не менее десяти островов различной величины. Самый крупный из них — Яниссаари (фин. Jänissaari). Остальные названия не имеют.
С юга в озеро втекает ручей Сильталаноя. В северо-восточной оконечности в озеро втекает, а из северо-восточной — вытекает река Хейняйоки.
Озеро расположено в 17 км по грунтовой дороге без наименования к северу от трассы 86К-13 («Суоярви — Койриноя») и от посёлка Пийтсиёки.
Код водного объекта в государственном водном реестре — 01040100111102000016535.
Название озера переводится с финского языка как «каменное озеро».